# Peter Sichmann
Peter Sichmann (* 24. Mai 1947 in Nauborn) ist ein ehemaliger deutscher Fußballspieler und -trainer, der vor allem in den 1970er Jahren in der Regionalliga und 2. Bundesliga aktiv war.

## Karriere
Peter Sichmann begann seine fußballerische Laufbahn in den unteren Ligen und machte erstmals auf sich aufmerksam, als er mit seinen Toren maßgeblich dazu beitrug, dass der TuS Naunheim von der Verbandsliga in die Hessenliga aufstieg. Sichmann wechselte zu Beginn der 1970er zum VfL Klafeld-Geisweid 08, mit dem er in der Saison 1970/71 den Aufstieg in die zweitklassige Regionalliga schaffte. Nach einer enttäuschenden Regionalliga-Saison wechselte Sichmann zur Saison 1972/73 zum damaligen Bundesligisten Fortuna Düsseldorf. Trotz einer erfolgreichen Vorbereitung, in der Sichmann acht Tore erzielte, konnte er sich unter Trainer Heinz Lucas nicht durchsetzen und bestritt kein einziges Bundesliga-Spiel. Bereits im Frühjahr 1973 wechselte er zu Bayer 04 Leverkusen zurück in die Regionalliga West.
Seine fußballerisch erfolgreichste Zeit erlebte Sichmann zwischen 1974 und 1977 bei der SpVgg Bayreuth. In 85 Zweitligaspielen erzielte er 20 Tore und bildete zusammen mit Wolfgang "Bobby" Breuer ein gefährliches Sturmduo. Auch unter dem neuen Trainer Jeno Vincze konnte er seine Leistungen bestätigen. Sichmann wurde in Bayreuth aufgrund seines kämpferischen Einsatzes schnell zu einem Publikumsliebling.
Nach seiner aktiven Profikarriere kehrte Peter Sichmann aus familiären Gründen nach Mittelhessen zurück. Dort folgte er dem Ruf eines Freundes und ließ seine Karriere als Amateur beim SSV Dillenburg sowie bei Eintracht Haiger ausklingen.
Als Trainer war er bei den unterklassigen Vereinen VfB Gießen, SSV Langenaubach, FV Breidenbach, SSV Dillenburg und SSV Oranien aktiv.

## Erfolge
TuS Naunheim
- Meister der Gruppenliga Mitte und Aufstieg in die Hessenliga: 1968[4]

VfL Klafeld-Geisweid 08
- Aufstieg in die Regionalliga West: 1971

Bayer Leverkusen
- Meister der Verbandsliga Mittelrhein: 1974